# Bow (Washington)
Bow az Amerikai Egyesült Államok északnyugati részén, Washington állam Skagit megyéjében elhelyezkedő önkormányzat nélküli település.
Az egykor a Brownsville nevet viselő helység névadója az 1889-ben letelepedő William J. Brown; ő javasolta, hogy a település vegye fel a brit Bow vasútállomás nevét.
A keskeny nyomtávú Bow Hill Railroad Diz Schimke telkén fut; a vasutat a karácsonyi időszakban ételadományok fejében lehet használni.

## Fordítás
- Ez a szócikk részben vagy egészben  a   Bow, Washington című angol Wikipédia-szócikk ezen változatának fordításán alapul.  Az eredeti cikk szerkesztőit annak laptörténete sorolja fel. Ez a jelzés csupán a megfogalmazás eredetét és a szerzői jogokat jelzi, nem szolgál a cikkben szereplő információk forrásmegjelöléseként.